# 中浜 (村上市)
中浜（なかはま）は、新潟県村上市の大字。
中ノ沢川流域で日本海沿岸に位置し、新潟県の最北端で山形県と接している。地名の由来は岩崎と鼠ヶ関の中間に位置することからとされている。村上市の山北地区に属している。1958年（昭和33年）は55世帯で人口356人であったが、現在では人口が減少し50世帯（日本人44/外国人6）人口102人（男39/女63）となっている（2021年6月1日時点）。

## 地理

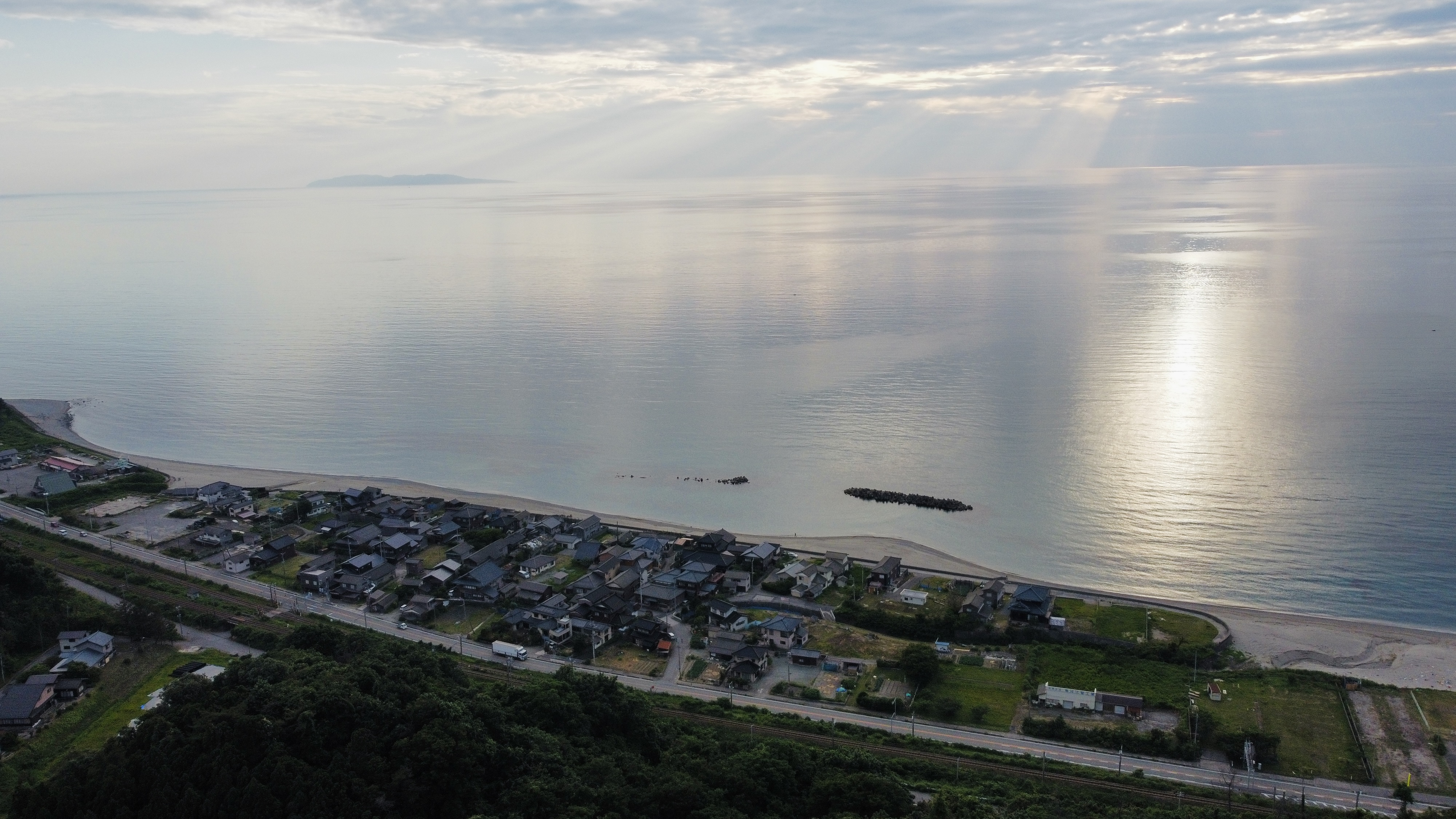
東方の山側から見る中浜の全景

日本海に面し、北に法妙川が流れ、南の山側に大須川の広い耕地を有する。北は山形県鶴岡市鼠ヶ関と接する。

## 歴史
通史

### 旧石器時代〜古代
縄文時代の遺跡が中浜でも発見されている。遺跡は中浜集落の東の山側にあり、石槍が1点採集された。

### 近世
江戸時代前期、府屋町組では中浜から府屋の海と大川を大庄屋の岩石村の平方佐吉家が支配した。佐吉家自身でも支配していた海や大川に網をさし、鮭などの魚を捕っていた。また村の百姓も海や川で漁をする権利を持っており、中浜も例外ではなく江戸後期の村明細帳にも「男女とも農業のほかに、漁業渡世をしている」「海辺の村なので、夏の間は少し漁業をしている」と記録が残されており、農業だけでなく漁業も生業としていた。
また、幕府や諸藩が「街道」は軍事的にも経済的にも重要であると考えていたため、街道の重要な場所に関所を設けており、江戸時代前期の様子を記した「村上十五万石御領内緒書留帳」には、海岸路線の中浜村にも関所が設けられていたとある。
- 1597年（慶長2年） - 当時、作成された越後国郡絵図では中浜は府屋の大川氏の領地で家数が4、その他の事項には「大川町ヨリ中浜五里」と記されている[8][9]。
- 1662年（寛文2年） - 山北（村上藩）から庄内藩へ逃亡した農民33名が中浜村にて村上藩に渡された。翌年は91名の逃亡農民が渡された[10]。
- 1748年（寛延元年） - 加州（現在の石川県）の難破した船が中浜村に流れ着く。その後も同様の出来事が度々起きた[11]。
- 1833年（天保4年） - 大地震発生。それに伴い津波も発生し、中浜で死者がでた[11]。

### 明治時代

#### 中浜での戊辰戦争

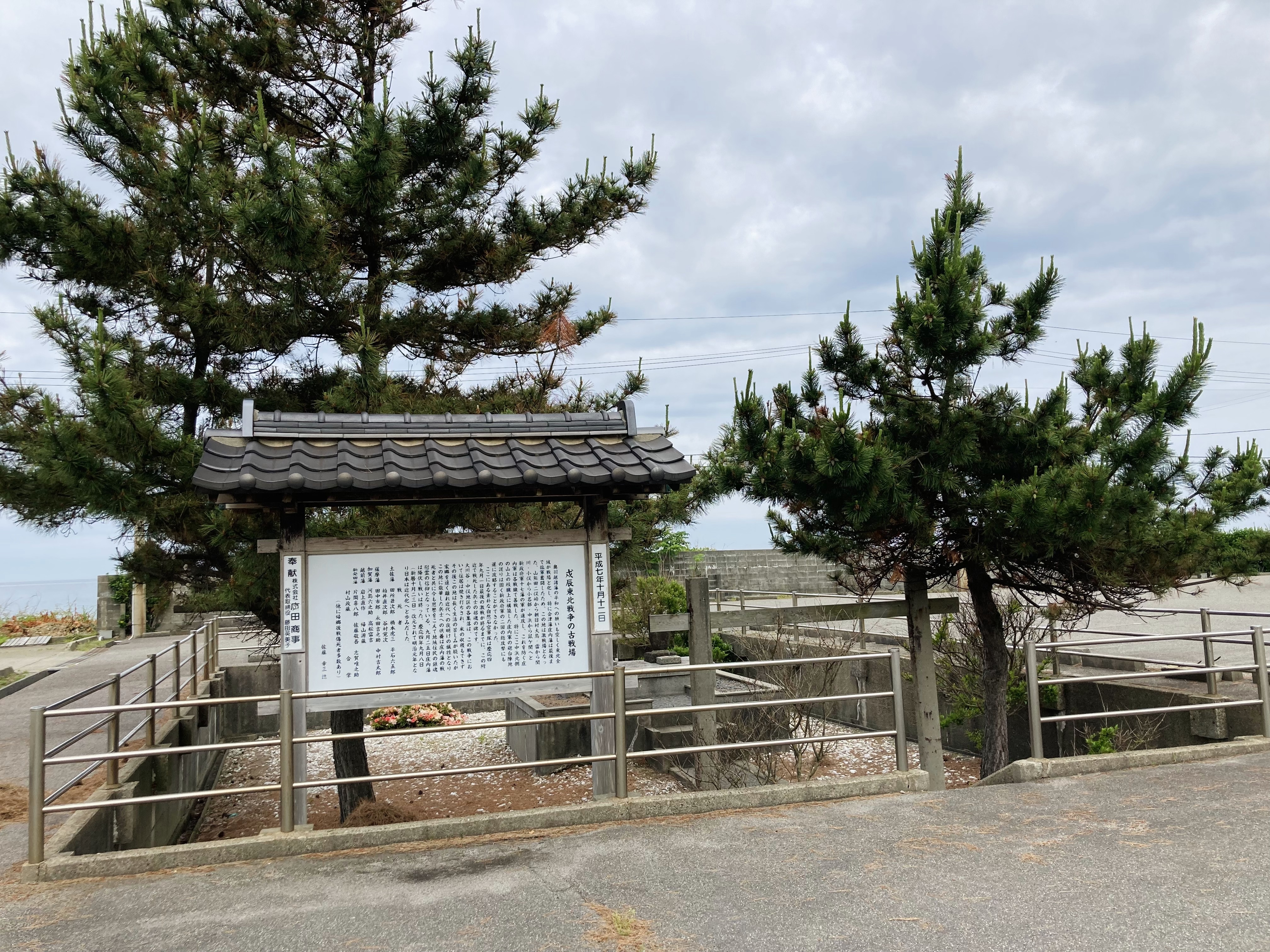
戊戊戦争で戦死した兵士の自然石官軍塚

1868年（明治元年）、政府軍が海や陸から北進したことで庄内領（現在の山形県の庄内地方）の海岸に軍艦が現れるようになり、同年8月11日には政府軍の軍艦が鼠ヶ関（庄内）にて5、6発砲撃をし立ち去るなどしていた。陸からも北進していた政府軍に対して庄内軍も斥候を出し、府屋方面（中浜の南に位置する村）にいた政府軍を探っていた。
8月22日夜には多くのかがり火が焚かれ、府屋に多くの政府軍が到着したと思われ、翌日大兵力が来ると考えた庄内軍が直ちに夜襲すべきと、明け方の午前3時に出撃し、中浜で兵を海岸と山手で二分した。山手から攻める小隊は隠れ家にならないよう家に火をつけ焼き払った。尚、この時焼かれたのは6つの村で府屋・岩崎・塔下・堀之内・温出・大谷沢だった。これが功を奏し、政府軍は南の勝木の方へ後退。庄内軍も鼠ヶ関へ戻った。
同月26日、政府軍の総攻撃があり府屋の方から大砲を放ちながら攻めた。また、中浜村周辺では漁船に砂を盛り胸壁（敵の弾丸を防ぐための壁）にして、鉄砲で攻めた。その総攻撃に対し庄内軍は「鼠齧り岩」と山の方に立て籠もり戦った。地の利を得ている庄内軍に対し、政府軍は多くの戦死者を出した。また、ここが最後の国境線であるため庄内軍も死に物狂いで戦い、中浜が山北での戦いの激戦区となった。中浜での戦いを含む3つの羽越国境での攻防は熾烈を極め、8月下旬から9月初めにかけて繰り広げられた。
そして、庄内軍は援軍の軍艦が台風に見舞われ大破するなどうまくいかず、また味方の米沢・仙台藩が降伏して敵に回り、窮地に追い込まれた為、9月17日に庄内藩主酒井忠篤の名で降伏を願い出て、庄内戦争は政府軍の勝利で幕を閉じた。また、9月22日には会津若松城が落ち戊辰戦争は終わった。
- 1869年（明治2年）- 明治政府により中浜の関所を含む、諸国の関所や口留番所が廃止され、往来手形無しで、自由に旅ができるようになる[13]。
- 1877年（明治10年） - 6月23日、原海村と中浜村が合併。原海村は1746年（延享3年）の「村指出明細書」に人家・入会（いりあい）なしで中浜村支配原海村と記されていた特殊な村であった[14][15]。
- 1879年（明治12年） - 中浜区有文書によると当時の家数は38戸であった。[4]。
- 1890年（明治23年） - 県道鼠ケ関線が通ることになったため「鼠齧り岩」を削ることとなった。それに伴い、鼠齧り岩の突端に祀られていた石動神社と同岩の小穴に祀られていた石像は県道の山側に移された。県道が通るまでは、仏崎（鼠齧り岩の位置する地名）の浜側にあったヤッコ岩の洞穴と岩穴との間を通行していた[16]。
- 1904年（明治37年）中浜と鼠ヶ関（山形県）の漁師の移住により北の県境に伊呉野村が形成される[17]。

#### 中浜と伊呉野
元々、道の片側にのみ家屋や船小屋が並んでいなかったため「片道」と称されていたり、「中浜の分家」「向こう原海」などと称されていた。しかし、1904年（明治37年）から始まった移住が徐々に進み、1942年（昭和17年）には17戸になった。また、それまで中浜村に属していたが距離が離れているなどの理由から1つの村として独立。そして村民自ら区長を選出し、中浜村の佐藤長右衛門家が漁の神として祀っていた立石の稲荷神を村の氏神とした。1986年（昭和61年）には、氏神の社殿が新築された。

#### 明治時代の合併の変遷
1873年（明治6年）7月に柏崎県と新潟県が合併した際、中浜村は第二十五大区、小十区、四番組に所属。当時の四番組の戸数は122戸で人員が722人。十小区戸長は大毎村の加藤九二太郎。四番組要掛（戸長の補佐）は堀之内村の大滝伝太郎が務めていた。その後、1878年（明治11年）に郡区町村編制法が公布され翌年から施行。大小区制度が廃止され各町村に公選の戸長を置く必要があったのだが、当時の各町村に役場を設置し職員を置くことは財政的に困難であったことから、1884年（明治17年）に数ヵ町村を区域とする連合戸長役場を設置し、前述した問題の改善を図った。北中村・小俣村・府屋町・勝木村・脇川村、5つの区域に分けられ中浜村は府屋町に所属となった。
1889年（明治22年）、当時の新潟県の町村数は計4,593ヵ町村と全国1位の数であり、小規模な町村が散在している現状から、4月1日に市町村制が施行された。その結果、816市町村にまで減った。尚、中浜村の属す岩船郡の町村数減少率は県内3位の83.4%だった。こうして、岩船郡に五か村（黒川俣村・中俣村・大川谷村・八幡村・下海府村）が誕生。中浜村は大川谷村に属した。尚、合併時の中浜村の人口は251人と大川谷村に属す12村の中では2番目の人口規模だった。
1901年（明治34年）、中浜が属する大川谷村が中俣村と合併し大川村となる。

### 昭和時代

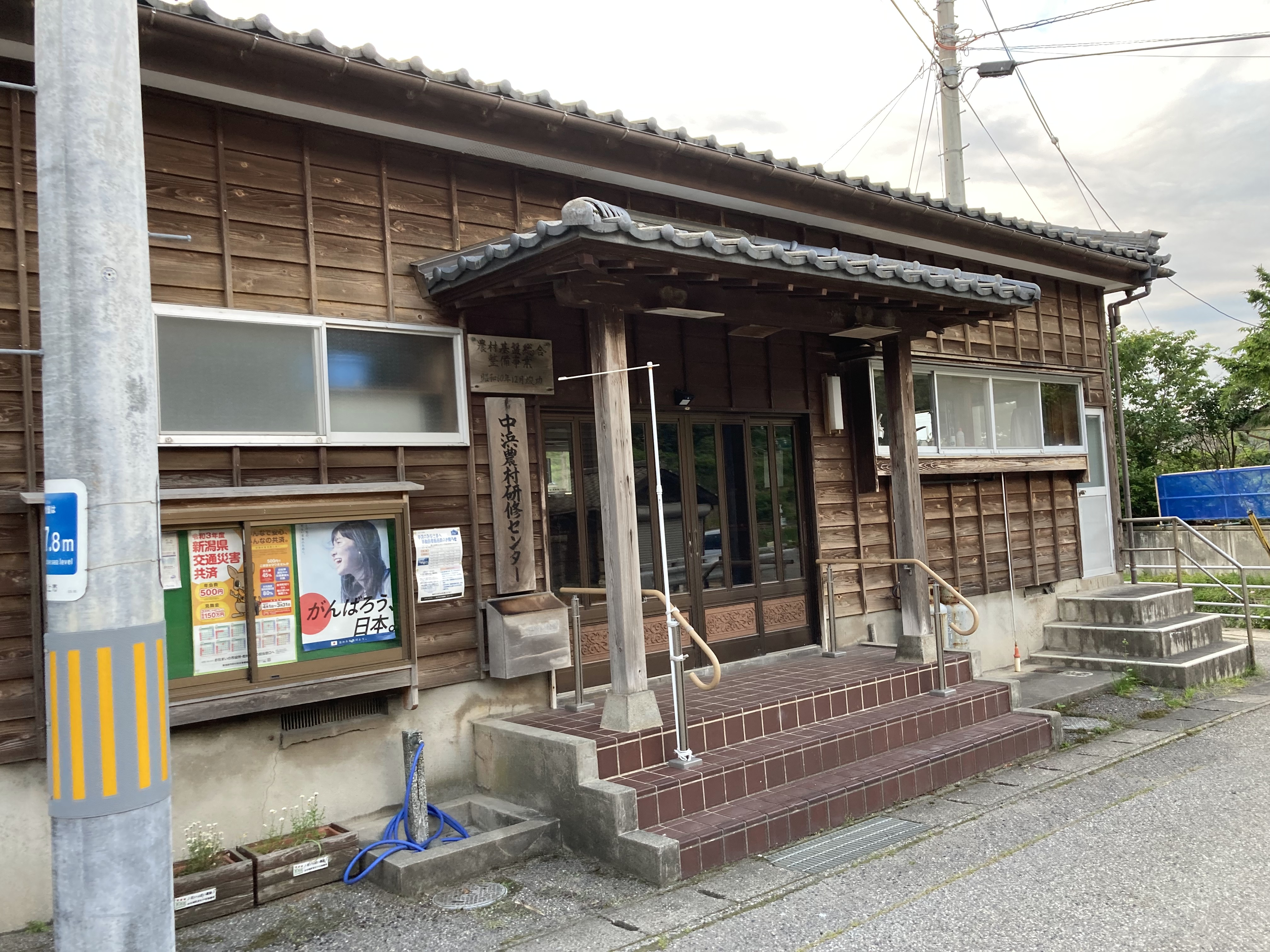
中浜農村集落センター

- 1955年（昭和30年） - 山北郷五ヵ村が合併し山北村誕生[21]。
- 1964年（昭和39年） - 国道7号線が拡張整備され、ヤッコ岩が撤去される。また、石動神社と十三仏は県道に面する位置に移動された[22]。

## 文化・暮らし

### 夜籠り
夜籠りは日常生活から離れて籠居する信仰行為で、中浜でも行われていた。1991年（平成3年）時点では中浜の夜籠り行事は年間7回で、年末年始やボタモチ祭りの際に行われていた。ボタモチ祭りの夜籠りを念仏堂で、それ以外の行事は吉野神社で行われていた。また、夜籠りの担当者はボタモチ祭りと年夜夜籠りは若者、他は戸主だった。

### ボタモチ祭り
ボタモチ祭りは旧山北町に古くから伝わる民俗行事。旧山北町大川郷の三つの集落（中浜・杉平・岩下）で伝わっている。中浜では数百年前から続けられているとされている。寛延の「中浜村明細書」にある四社のうちの石動堂に関係していると考えられており、現在石動堂は集落北に石する「鼠齧り岩」の足もとに十三仏の石像とともに置かれている。1986年（昭和61年）12月17日には、「山北のボタモチ祭り」の一つとして「記録作成等の措置を講ずるべき無形の民俗文化財」の選択を文化庁長官より受けた。
郷土資料が少ない為明確ではないが、伝承などによると毎年「節季の二日」の1月2日に石動神社の宵祭りとして行われており、その年の農業や漁業などの生業を無事に終えたことを喜び、各家の代表者が鎮守の下に集い、感謝の意を表してボタモチを石動神社に供え、参加者もボタモチを食べることで喜びを共有し、村の結束を強固なものにする為とされている。尚、旧暦の天保暦からグレゴリオ暦に変わった為、改暦後は12月2日になった。

#### 参加者
女人禁制で女児も参加することはできず、各家の戸主の参加が原則。事情により戸主が参加できない場合は、代理の男子が参加する。1910年（明治43年）頃に消防組織「火防組」が創設されたのを機に、以降火防組が主体となり若者が表に立つようになり、15歳～42歳（その後18歳からに参加に引き上げられた）の若者が参加した。1945年（昭和20年）ごろまでは、該当する若者がいない家からは小学生男子が参加することもあった。また、親族に死人が出た場合、その家は3日~1ヵ年の間参加できない。昔は参加者全員和服に羽織りを身に纏っていたが、時代の移り変わりで服装が洋服に変わっていき、昭和30年代後半には和服を着る者はいなくなった。

#### 各戸での行事
当日の12月2日午前中から準備が始まり、まず小豆を煮てその後ご飯を炊く。これを終えると、石動神社にお参りする為の小さい団子程度のボタモチ、各戸に祀られた神様や仏様に供えるボタモチ、そして家族で食べるボタモチの3種類を主婦が作る。出来上がると、まず家に祀られた神様や仏様に供え拝礼。そして夕方にかけ、村の北にある石動神社と十三仏の石像のもとへ相当数のボタモチが入った重箱とお神酒を持って行く。まず石動神社にボタモチを備えてお神酒を注ぎ「あとうでや」と唱えて礼拝。その後、十三仏にも同様に礼拝する。また、村と石動神社が祀られてある場所の道中に祀られている戊辰戦争ので戦死した土佐と庄内の藩士の墓にもお参りする。そして、夕食時に各戸で用意したボタモチを食べて各戸での行事が終わる。尚、ボタモチ祭りの主体である念仏堂での行事は女人禁制だが、各戸での行事は性別や年齢を問わず、平日が祭りの日に当たることもあるため、主に主婦などの女性が行なっている。

#### 祭場（念仏堂）での行事

##### 準備
ボタモチ祭りの主体となる行事は祭場で行われ、これは夜籠りとして18時半ごろから翌朝まで行われる。しかし、参加者が前述した若者であることからほとんどが勤め人となり、時代の流れで夜通しでなく当日の23時ごろまでとなった。当行事は数日前から準備が始まっており、当屋（当番制の為毎年交替）が各戸を回ってボタモチや豆腐汁の材料となる米や小豆、大豆を集める。喪に服している家の場合は、材料の提供は辞退することとなっている。集めた材料のうち、大豆は村内の豆腐屋に持っていき、豆腐の製造を依頼。製造する費用は大豆の現物で支払われた。しかし、社会情勢の変化で1971年（昭和46年）からは材料集めに代わり、各戸から材料購入費が集められるようなった。
当日、祭場での行事やぼたもち作りは女人禁制であるにもかかわらず、中浜ではボタモチは当屋の家で作るため当屋の主婦が集めた材料を煮炊きし、祭り参加者が集まる20時半頃に合わせて準備をする。
また、夕方までに当屋が祭場の念仏堂を掃除して準備をし参加者の来場を待つ。まず、他の参加者より一足先に「組頭」や「小頭」（消防団の部長や班長にあたる）が来場して当屋に挨拶し、その後当屋と共に祭場の正面に「石動神社」の掛け図を、両脇に「石動五社大権現」と「十三仏」の幟をたてる。ちなみにこの幟には竿が通ってないのが特徴。その後、灯明を灯し祭壇を作り、囲炉裏に豆腐汁用の鍋をかける。他の参加者は18時半頃には集まり、各々お神酒、灯明、賽銭を持参する。以前までは薪も持参していたが、祭場の念仏堂が改装され薪を焚くことができなくなった為持参しなくなった。
参加者は祭場に入ると、前述した持参物を供え礼拝し当屋や先着の参加者に挨拶をしていく。参加者が揃ったところで豆腐汁の準備が始まる。これは参加者の中でも若い人達が担当する。豆腐汁が煮えたら当屋が「正座に直ってください」と告げ、当屋・組頭が祭壇正面に座りそこから左右に年功序列に席に着いて、行事が始まる。

##### 神事
まず、当屋がボタモチ祭り始まりの挨拶をし、材料の数量や喪中の戸数などの報告を行い、神事に入る。神事は「お神酒三献」から始まる。これは参加者の若手が酌とりを務め、まず当屋に注ぎ当屋が「お神酒始めます」と告げいただく。その後、他の参加者が順にお神酒をいただいていく。これが決められた順序で3回繰り返され、最後に当屋の杯に注がれることになって「三献目頂きます」と言いお神酒を頂く。これにて、この儀式が終わる。その後、当屋の引き継ぎが行われて神事が終了する。

##### スリコギ作り
神事終了後、当屋が「安座に直ってください」と告げ燗酒と豆腐汁が出され歓談する。20時半ごろになると組頭が若手にスリコギ作りを指示し、数名の若手達は祭場近くの榎の枝を切り、長さ45cm直径3cmほどのスリコギを作る。そして、それを祭場の祭壇に供える。スリコギ作りを終えると組頭の指示で、当屋の家に行きボタモチ作りが始まる。

##### ボタモチ作り
ボタモチ作りは、参加者の小頭の指揮のもと数名の若手が担当する。前述したように女人禁制で参加者以外は関与できない為、当屋の家族等はボタモチ作りの最中は別室で待機する。小頭と若手は当屋の家に行き準備してある材料を作ったばかりのスリコギを使って塩ボタモチをお供え用、お祝い用、食用の3種類作る。お供え用のボタモチは、四角のお膳に小豆餡、丸く形取ったご飯、小豆餡の順に綺麗に盛り付ける。お祝い用・食用のボタモチは直径12cm程の大きさで作る。また、この時作成する食用のボタモチのいくつかは大量の塩を入れて、ボタモチ食いの時に活用する。ボタモチ作りを終え祭場に運ぶと、お供え用とお祝い用のボタモチは神前にお供えされボタモチ食いが始まる。

##### 独特な中浜のボタモチ食い
まず、若手がボタモチを三平皿に2つずつ盛り配り、同時に豆腐汁も配る。各々に揃ったところで、当屋が挨拶しボタモチを食べ始める。このボタモチは石動様へのお祝いとしてのものであるので、原則食べ切らなければならない。また、配られたボタモチの中には前述した大量の塩が入ったものが紛れており、当たった数名の年長者は我慢しながらも食べ切らなければならない。ちなみに、誰にこのボタモチを配るかは事前に若手の間で相談してあり、例年参加者の幹部クラスに配られる。これは日頃消防組でどやされる立場にある若手が、鬱憤を晴らすためのものである。もちろん、これは慣例の為、後日この件について責められるようなことはない。
他にも特徴的なのは、参加者の中でその年に結婚した者や何かめでたいことがあったものに対して、多くのボタモチを食べるよう強要すること。もし該当する参加者が「満腹で食べられない」などと弱音を吐いた際は、数名の参加者が両脇を押さえ拘束し腹を出させて、そこにあらかじめ囲炉裏の灰で熱せられたスリコギを突きつけられる。すると膨れ上がった腹も火傷しまいと引っ込めるため「まだ食べる余裕がある」とされて、更にボタモチを盛られ食べるよう強要される。その間、それを見る他の参加者たちは手を叩き声援を送る。この一連の強要は、新婚の参加者などに気概を示してもらい期待に応えることで、村の人々に成長を認め、祝福し、子孫繁栄を願うという意味が込められている。特に他の村から婿入りした者に対しては一層厳しい。しかし、これに応えることで仲間の一員として認められ、祝福される。

##### 各所への訪問
午後10時を回った頃になるとボタモチを食べ終え、組頭の指示で数名の参加者が原海（北に2km離れた山形県の鼠ヶ関集落町名）の長治郎のもとへお祝いに訪問し、お祝い用に作ったボタモチを贈る。また、長治郎の家からは清酒が差し出される慣習となっている。それが終わると、鼠ヶ関地内で中浜から婿や嫁に行った者の家へ訪問し、ボタモチを贈る。受け取った家は長治郎と同様に清酒を差し出す。これらが終わる頃は既に夜が更けているが、今度は中浜地内の新婚や新築の家へ訪問する。これは数名の中堅以下の参加者が訪問し、お祝い用のボタモチを贈る。もし家の人が起きない場合は、新婚夫婦の部屋の窓へボタモチを投げつけたり玄関や窓にボタモチを塗りつける。窓へ投げる慣習は、昔は窓に施錠などをしていなかった為である 。

##### ボタモチ祭りの夜籠り
主なボタモチ祭りが終わる頃には真夜中は過ぎており、参加者は各々酒を飲んだり、議論に花を咲かせたり、トランプをしたりと自由に行動をしながら夜明けまで過ごす。明け方になると、子供たちがボタモチをもらいに容器を持って訪れるので、ボタモチや残った豆腐などをあげる。これが終わると当屋が終わりを告げ、ボタモチ祭りの行事が全て終了する。

## 伝説・伝承

### 中浜と浜中
山形県酒田市に位置する庄内空港の近くに「浜中」という名の集落があり、昔から中浜集落の分家村とされている。発端は、昔に発生した外国船難破事故。この事故の難破船に関わったとして、数名の村人が中浜集落に居られなくなるという事態にまで発展。その後、居られなくなった人々は故郷と立地条件が似た庄内浜へ移住。その地が浜中集落で「浜中集落は中浜集落の分家村」と言い伝えられた。
また、浜中集落の方でも集落の草分け（集落の開拓者）は正平年間（1346年 - 1367年）に中浜集落から来た小林庄助をはじめとする3名、あるいは3家族とされている。そのため、両集落で「浜中集落は中浜集落の分家村」という共通認識を持っている。
尚、2019年（平成31年）2月時点での中浜集落の人口108人（48世帯）に対して、浜中集落は人口1,785人（537世帯）となっている。

## 名所・旧跡・神社

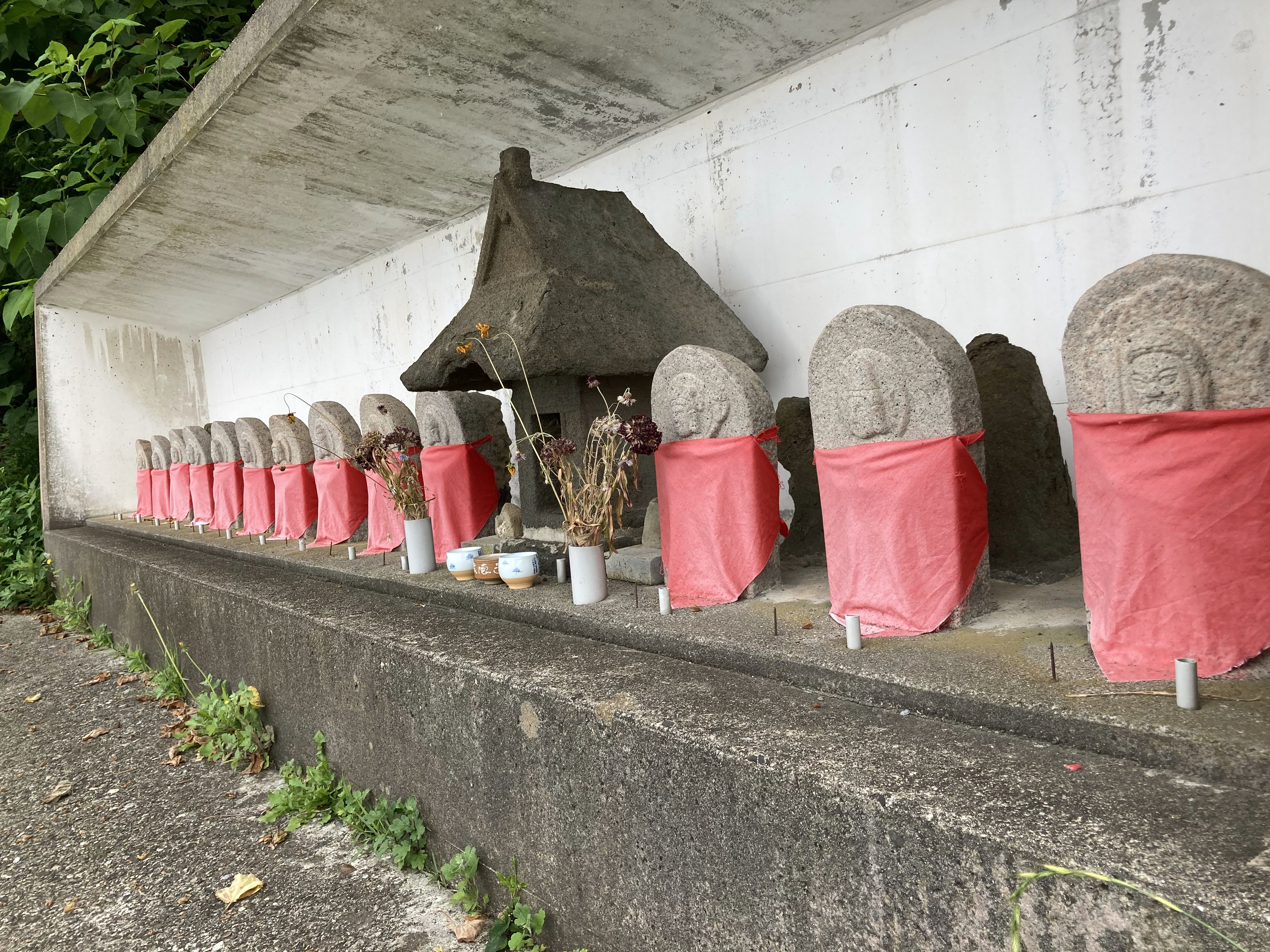
十三仏の石像と石動神社

### 十三仏の石像と石動神社
中浜集落の北に位置する仏崎にある「鼠齧り岩」の足もとに並べられた石像と神社。十三仏の石像は高さ40cm、石動神社は高さ80cmでど共に石造り。石像は石動神社の右側に3体、左側に10体祀られているがその理由は不明。両神仏とも建立年月や由来などは不明だが、1750年（寛延3年）の古文書に記載されてあることから近世前期が起源であるとされている。毎年8月24日に地蔵講全員が参詣している。もともとは「鼠齧り岩」に一体ずつ洞穴に祀られていた。しかし、明治初期の新道工事に伴い、県道の山側の1か所に集められた。その後、1964年（昭和39年）の国道7号拡張整備の際、現在の場所に移された。以前の石像は風化が著しかった為、現在の十三仏は1953年（昭和28年）に地蔵講が近隣の集落を回り浄財を募り再建したもの。

### 吉野神社

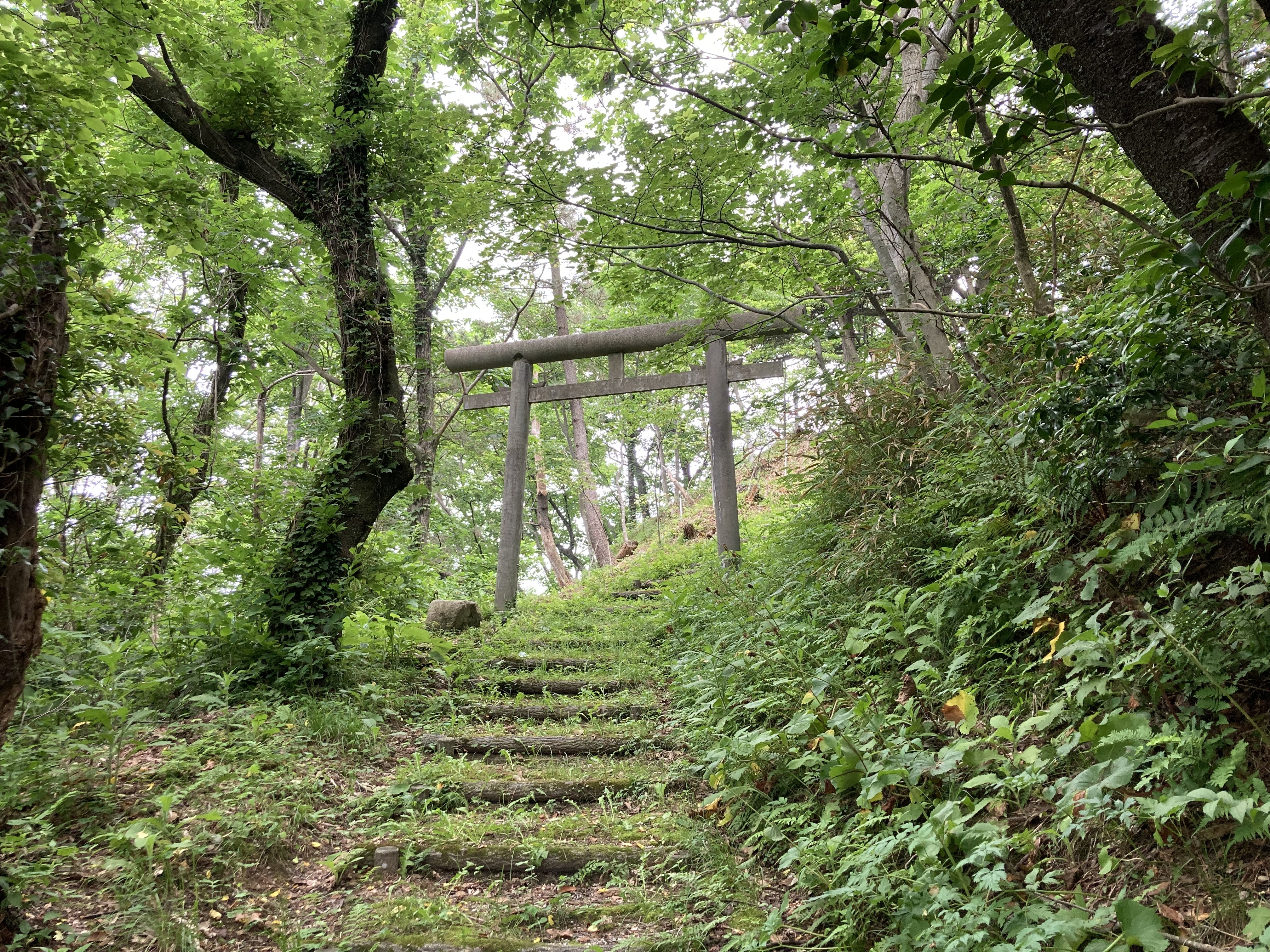
吉野神社の鳥居

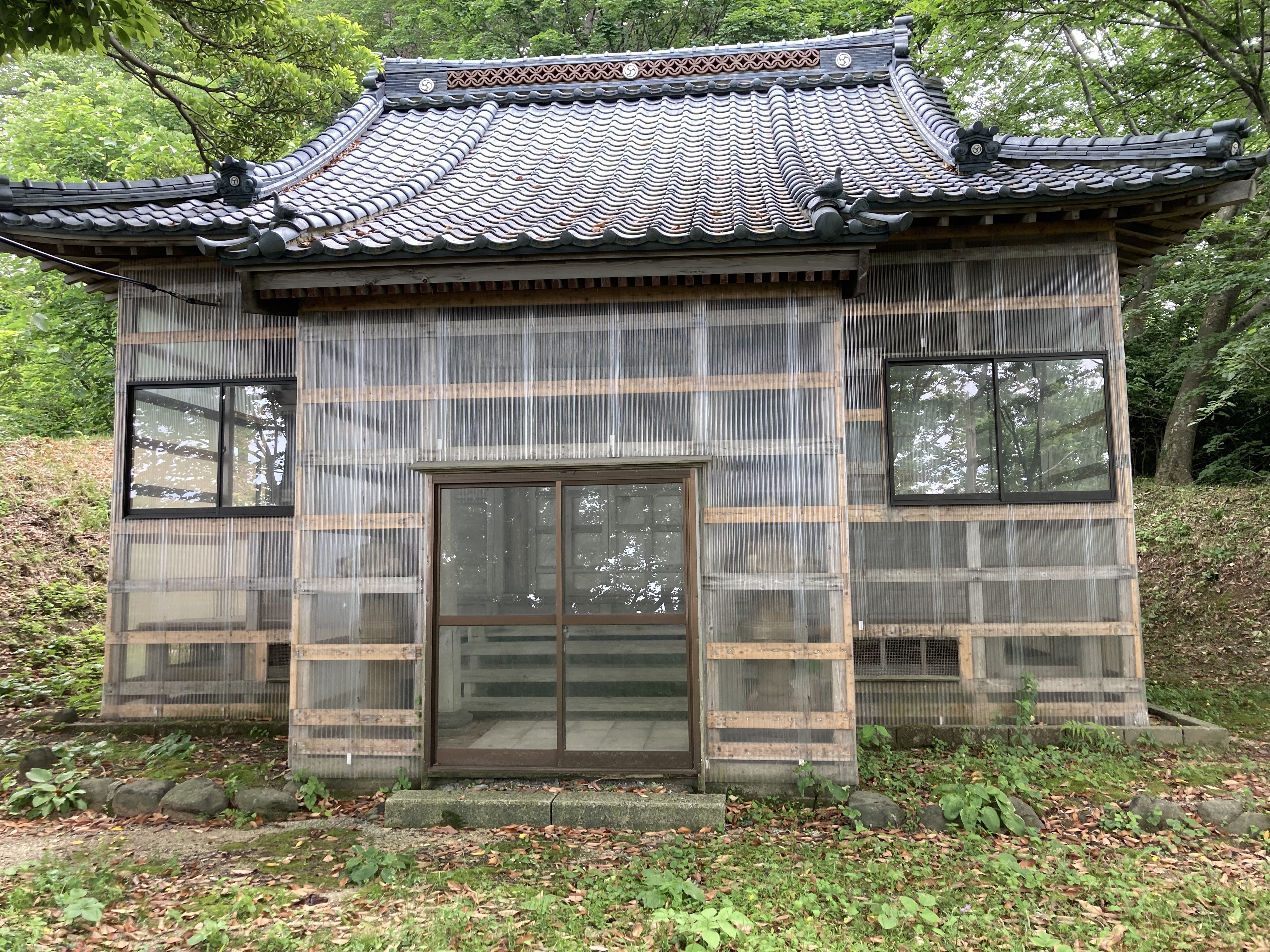
吉野神社

日本海を見下ろす丘の上にある神社。創建年月不明。祭神は金峰神、水分神、山口神、天照大神、大山祗神。中浜では「吉野三社」と呼び産土神としている。

## 産業

### 漁業
中浜に住む人々にとって、漁業は農業と同じく重要な生業であった。
明治時代初期、中浜を含む山北での漁業は県内で最も先進的で、他所で新技法が開発されると積極的に地元にあった改良が行われ実践されていた。「新潟県漁業誌」によると、明治初期に「鮭建網」が盛んに行われた漁業が挙げられており、当漁法は1872年（明治5年）に脇川で初めて行われ、それに続いて中浜でも行われるようになった。
山北町に属していた時代、中浜は伊呉野・岩崎とともに大川谷地区に属し、山北町の海辺の村々は同地区も含めて3つの地区（他に八幡地区・下海府地区）に区分されていた。そして、各村は大川浦・八幡浦・下海府・桑川いずれかの漁業組合に属していた。また、1969年（昭和44年）に合併し山北町漁業協同組合となった。

#### 千本供養
旧山北町では12月に入った際、鮭の総漁獲量が1,000匹に達していた場合は鵜泊の泉竜寺の和尚を呼び、鮭の千本供養が行われる。旧山北町には千本供養塔が6ヶ所点在しており、内1基は中浜に立っている。

## 交通
中浜に接し他地域と往き来する要となる国道7号線は1960年（昭和35年）ごろから調査が始まった。その後、いくつかのルートが検討され現在のルートに決定。1966年（昭和41年）に開通した。